# Kanton La Haute-Bigorre
 La Haute-Bigorre  is een kanton van het Franse departement Hautes-Pyrénées. Het kanton maakt deel uit van het arrondissement Bagnères-de-Bigorre.

In 2019 telde het 14.764 inwoners.

Het kanton werd gevormd ingevolge het decreet van 25 februari 2014 met uitwerking op 22 maart 2015, met Bagnères-de-Bigorre als hoofdplaats.

## Gemeenten
Het kanton omvat volgende 14  gemeenten: 
- Antist
- Asté
- Astugue
- Bagnères-de-Bigorre
- Beaudéan
- Campan
- Gerde
- Hiis
- Labassère
- Montgaillard
- Neuilh
- Ordizan
- Pouzac
- Trébons